# Pallavolo Zambelli Orvieto
La Pallavolo Zambelli Orvieto è stata una società pallavolistica femminile italiana con sede a Orvieto.

## Storia
La Pallavolo Zambelli Orvieto esordisce in Serie B2, a seguito delle promozione dalla Serie C, nella stagione 2013-14: ottiene la seconda promozione consecutiva, questa volta in Serie B1, grazie alla vittoria del campionato.
Sfiora la promozione in Serie A2 nella stagione 2015-16, quando viene eliminata nei play-off promozione, mentre centra l'obiettivo nell'annata successiva chiudendo al primo posto il proprio girone.
Nella stagione 2017-18 disputa per la prima volta il campionato cadetto. Nell'annata 2018-19 sfiora la promozione in Serie A1, venendo sconfitta nella serie della finale dei play-off promozione dalla VolAlto Caserta: al termine del campionato, la società annuncia il termine delle attività.